# Ballyheigue
Ballyheigue (irlandais: Baile Uí Thaidhg) est un village du Kerry dans la province du Munster, Irlande.

## Géographie
Ballyheigue se situe à 18 km au nord de Tralee

## Jumelage

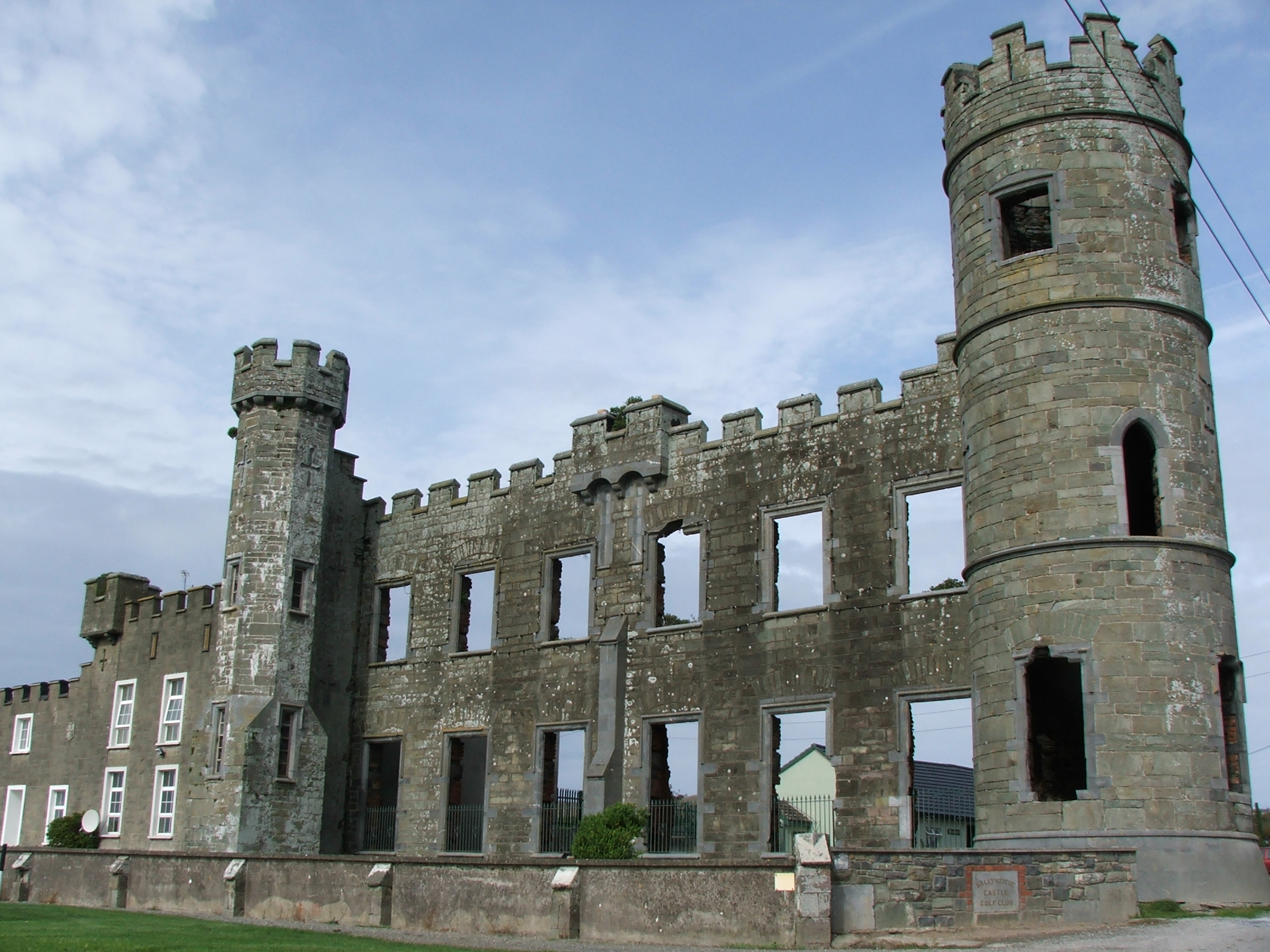
Ballyheigue castle

- Gosné, France.